# Зевгма (город)
Зевгма (греч. Ζεῦγμα) — древний город Коммагены; расположен в современной провинции Газиантеп, Турция. Он был назван в честь моста лодок, или зевгмы, пересекавшего реку Евфрат в этом месте.

## История
Зевгма была основана Селевком I Никатором в начале III века до н.э. на месте строительства им первого моста через Евфрат и первоначально носила имя Селевкия. В 64 г. до н. э. город перешел под контроль римлян. Значение Зевгмы для Римской империи переоценить нельзя из-за его стратегически важного местоположения. Для римлян он стал значительным военным и торговым центром. Население составляло порядка 70 тысяч человек. Аммиан Марцеллин упоминает Зевгму (наряду с Каперсаной (Capersana)) как важную переправу на Евфрате (Amm. Marc. XVIII.8.1).
В 253 году Зевгма была разрушена Сасанидами, но позже была восстановлена.
В поздней античности в городе была расположена епископская кафедра. В VII веке, по всей видимости, Зевгма была заброшена из-за постоянных набегов персов и арабов. Какое-то время в средние века здесь временно обитали арабы, а в XVII веке недалеко от руин античного города была построена турецкая деревня Белкис.

## Сегодня
Зевгма находится в предварительном списке Всемирного наследия ЮНЕСКО с 2012 года. Сохранившиеся археологические находки на этом месте включают: эллинистическую агору, римскую агору, два храма-святилища, стадион, театр, две бани, базу римских легионеров, административные структуры римского легиона, жилых кварталов, эллинистические и римские городские стены, Восточный, Южный и Западный некрополи.
В 2014 году в Зевгме были обнаружены три большие мозаики, в том числе одна, теперь знаменитая, с изображением девяти муз. Большая часть мозаики из Зевгмы экспозиционируется в музее мозаики Зевгмы в Газиантепе. Собрание музея является одним из крупнейших в мире. По данным Министерства культуры и туризма Турции, опубликованным в феврале 2020 года, в 2019 году Музей мозаики Зевгмы посетило рекордное число туристов (340 569 посетителей).

## Галерея

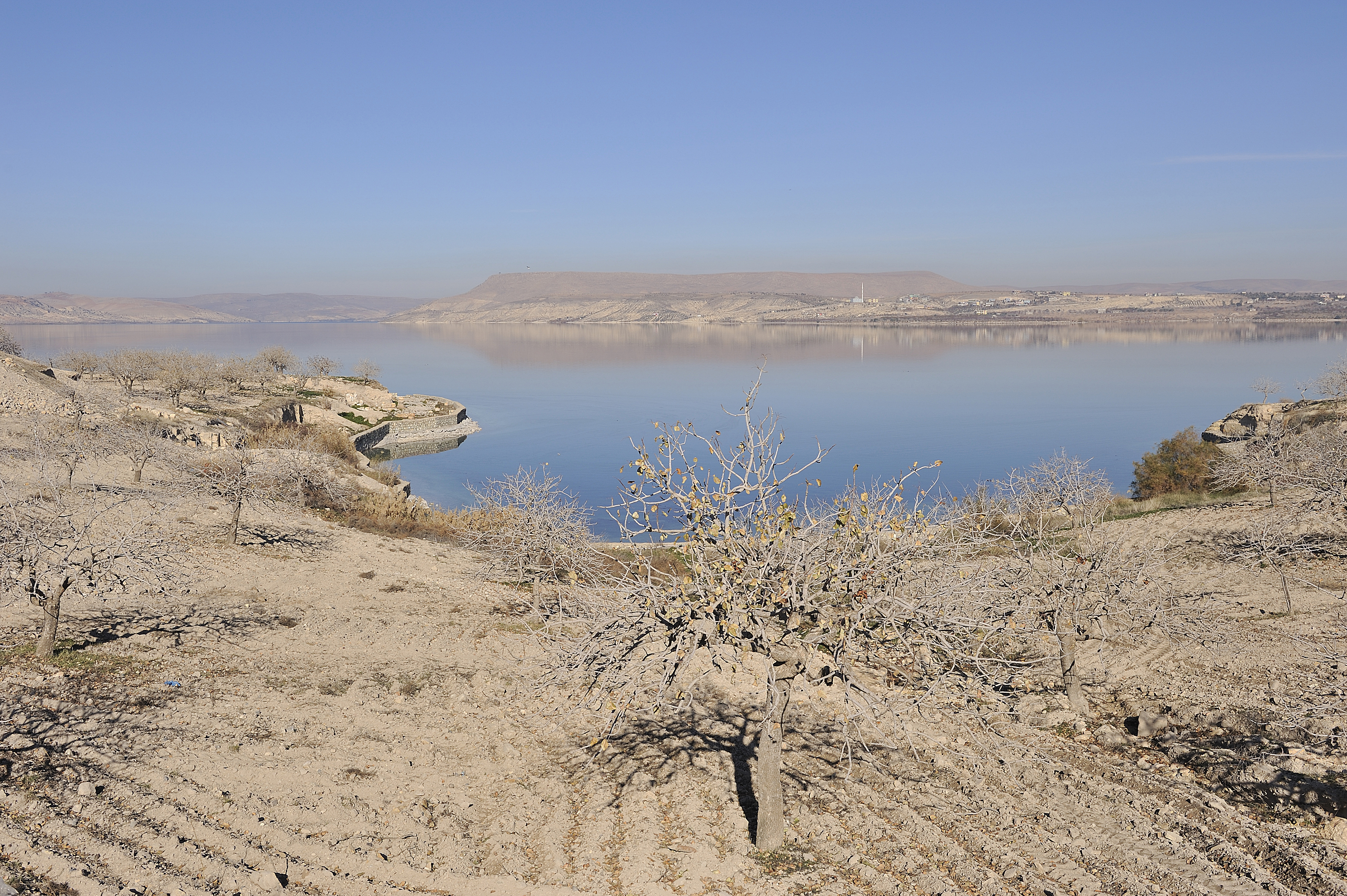
Озеро Зевгмы
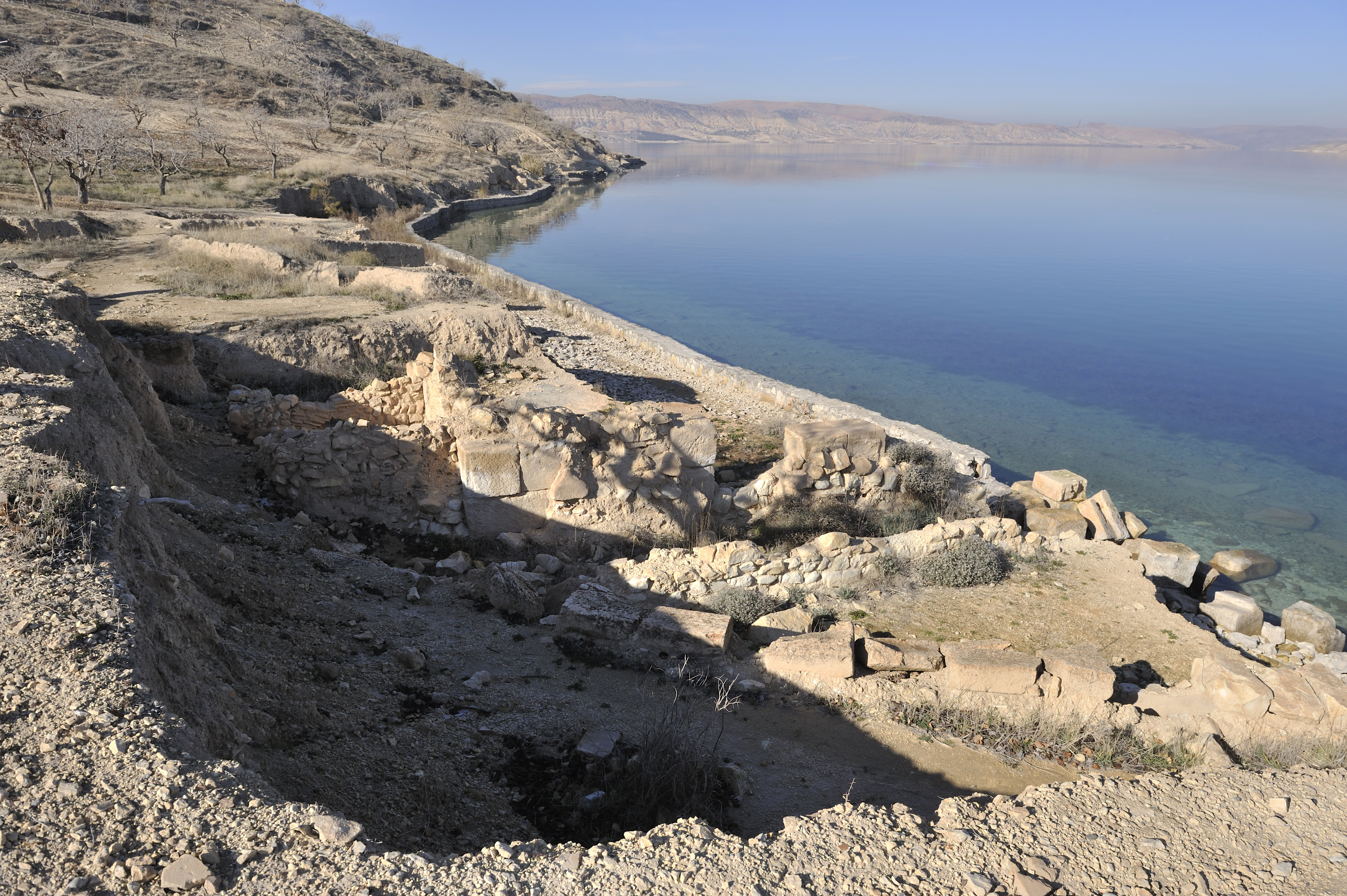
Раскопки Зевгмы
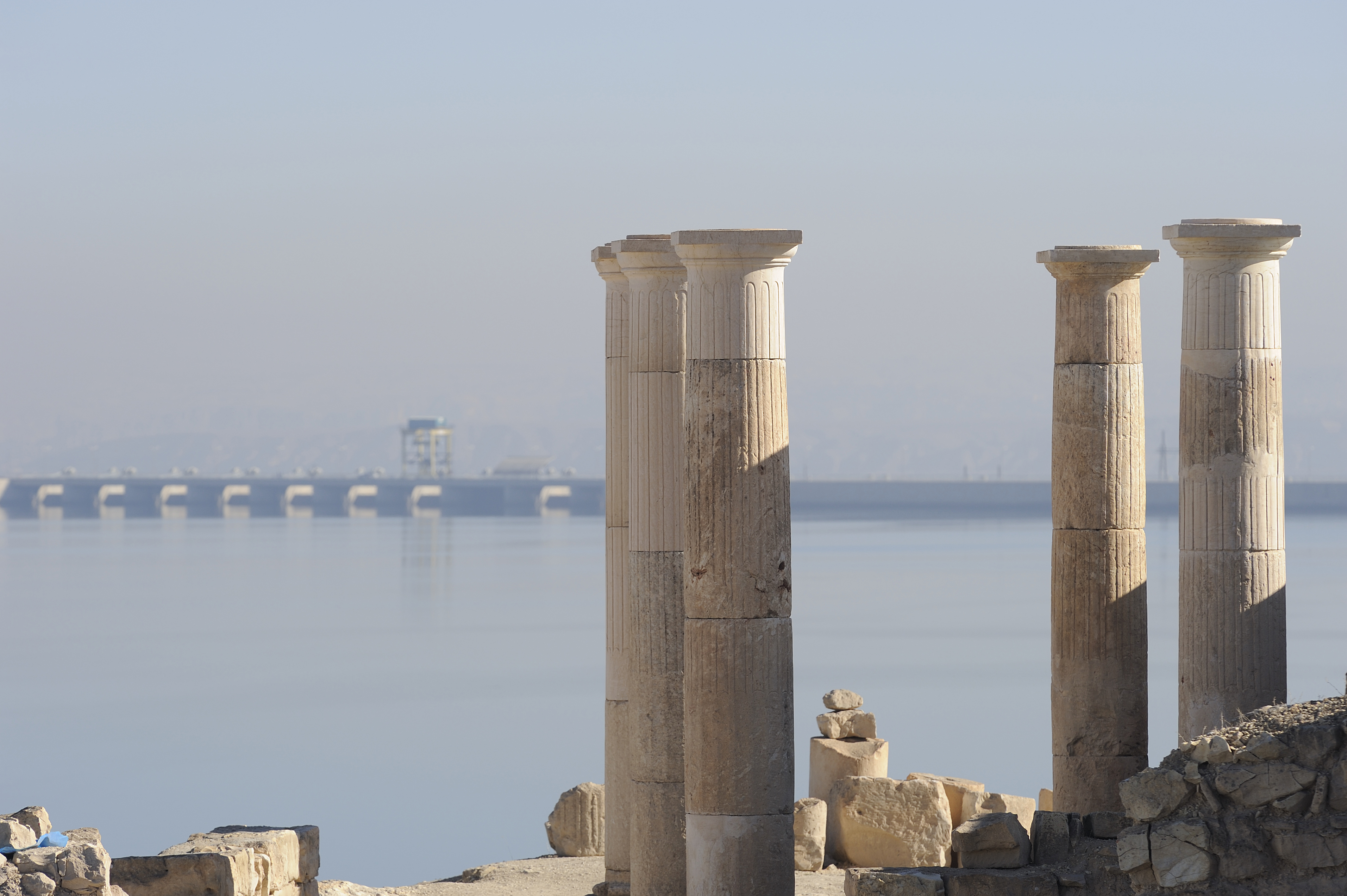
Раскопки Зевгмы и Биреджикская плотина[англ.]
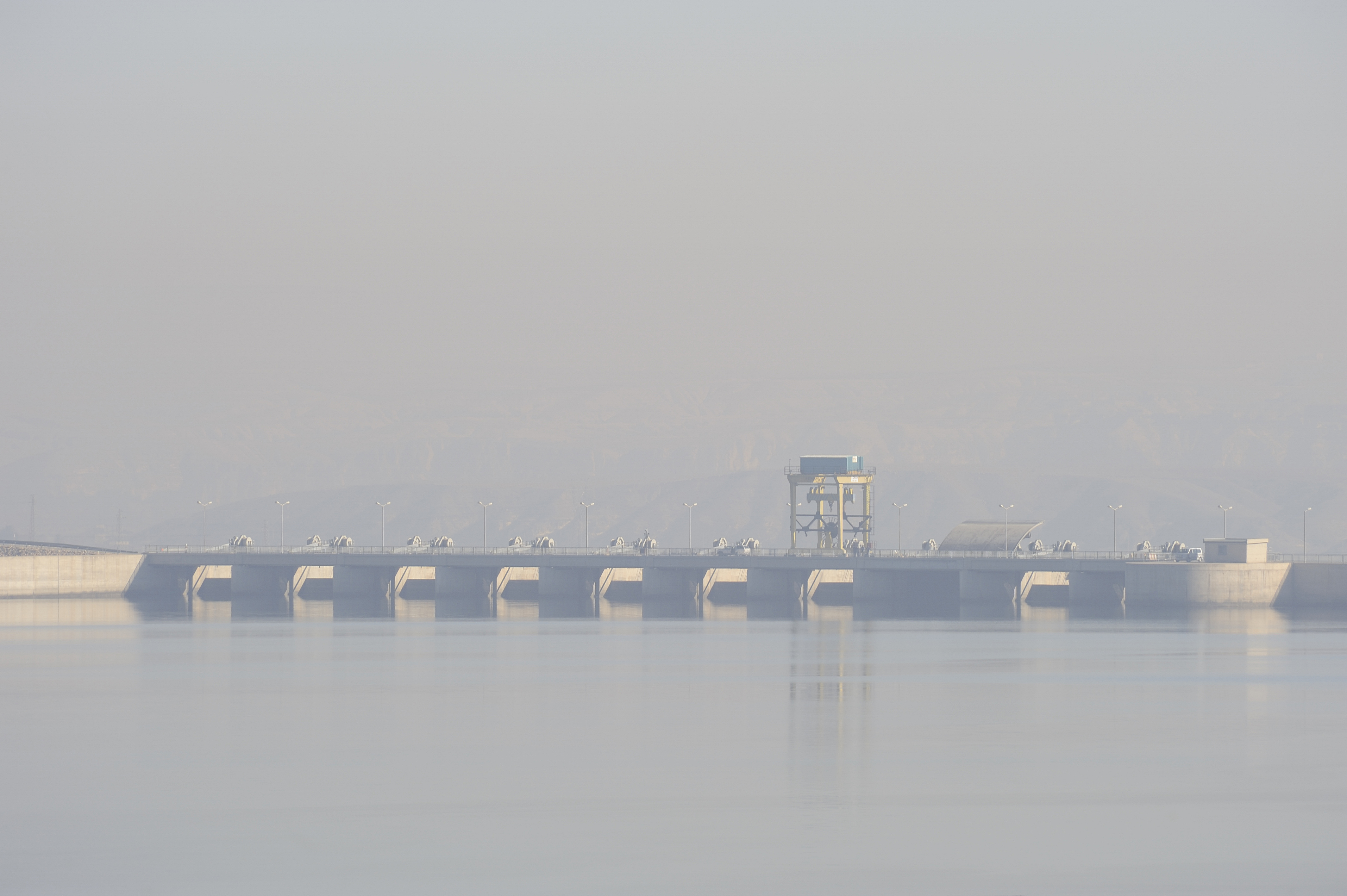
Биреджикская плотина[англ.] близ Зевгмы
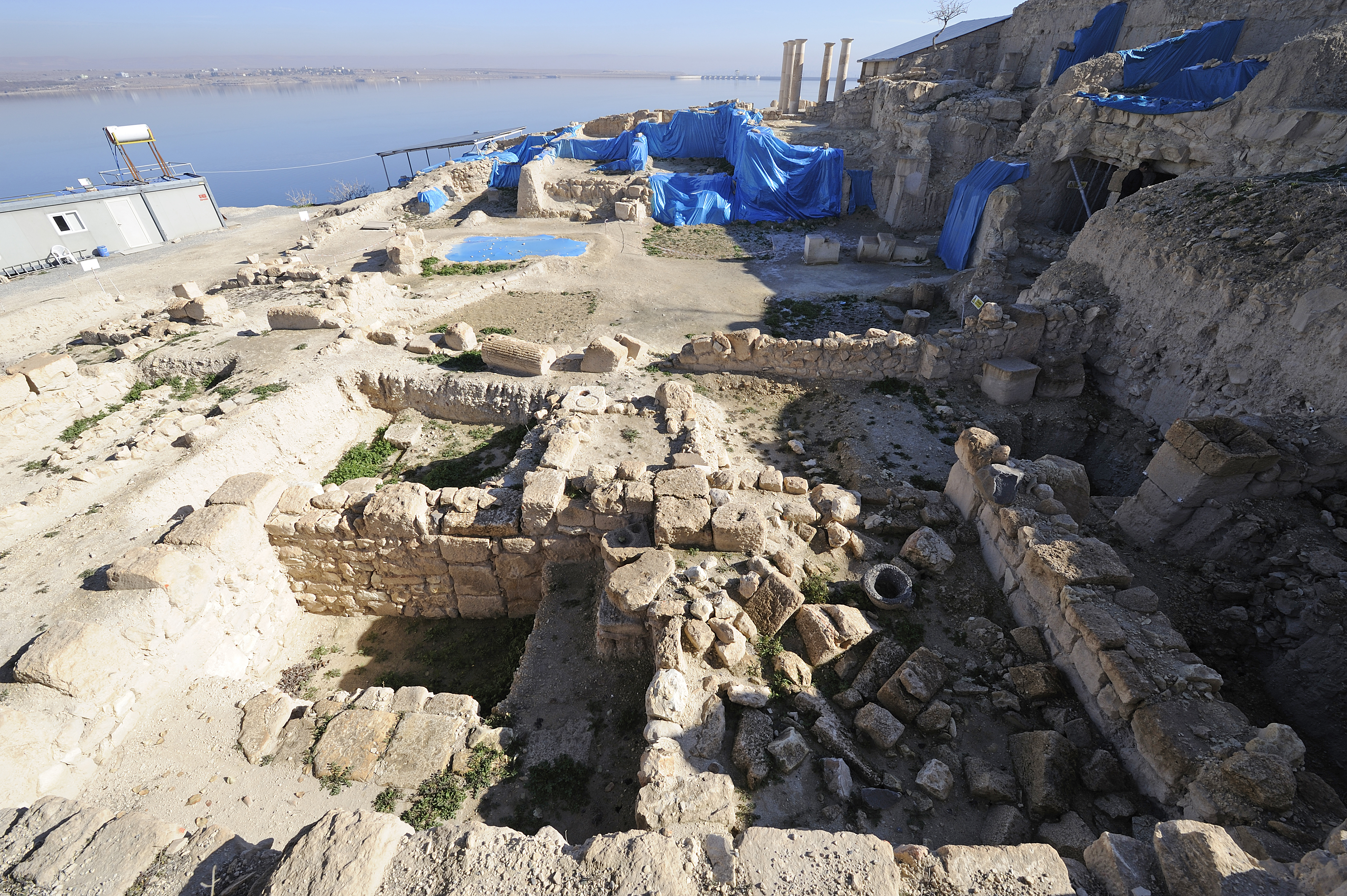
Раскопки Зевгмы
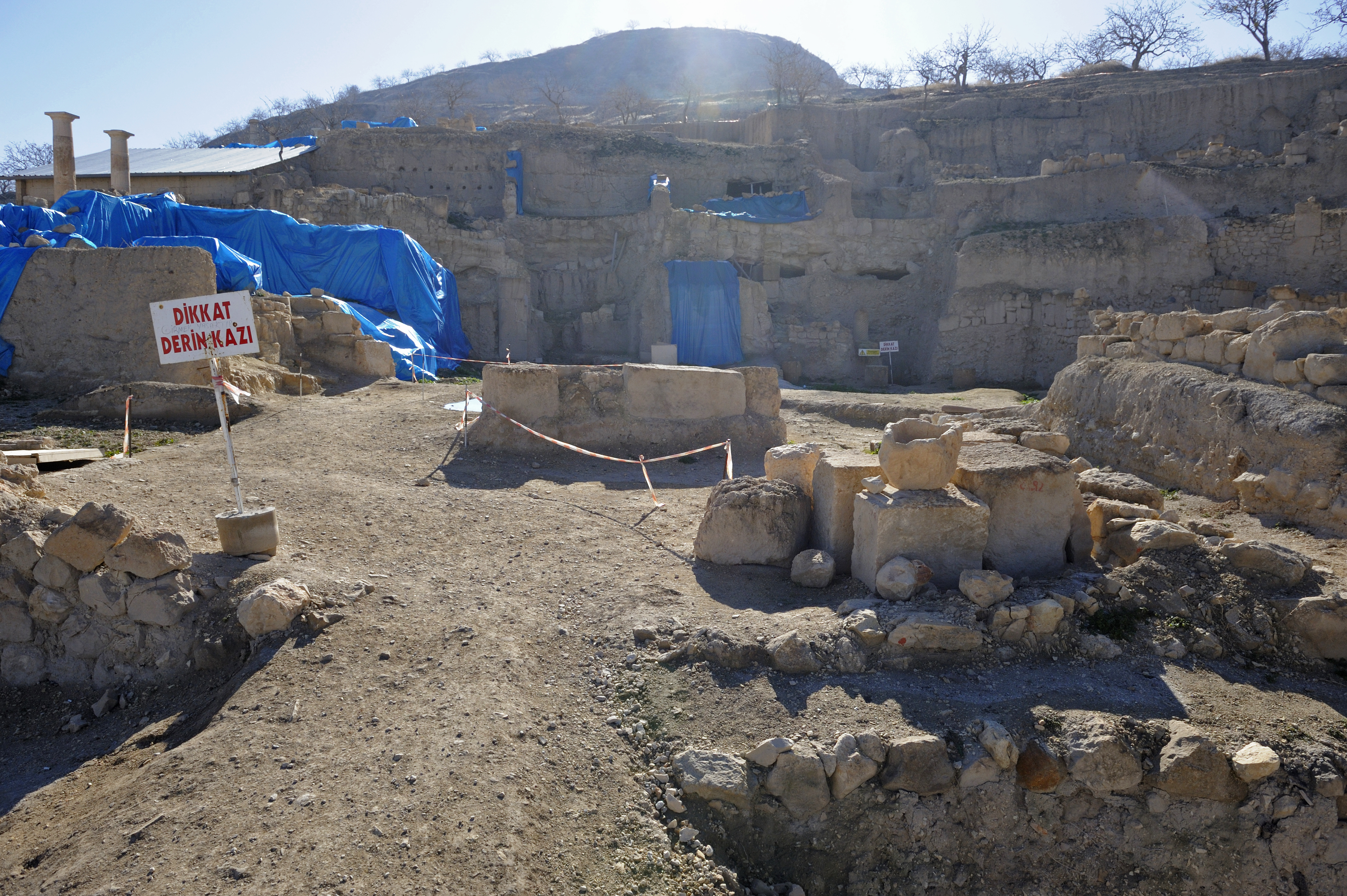
Раскопки Зевгмы
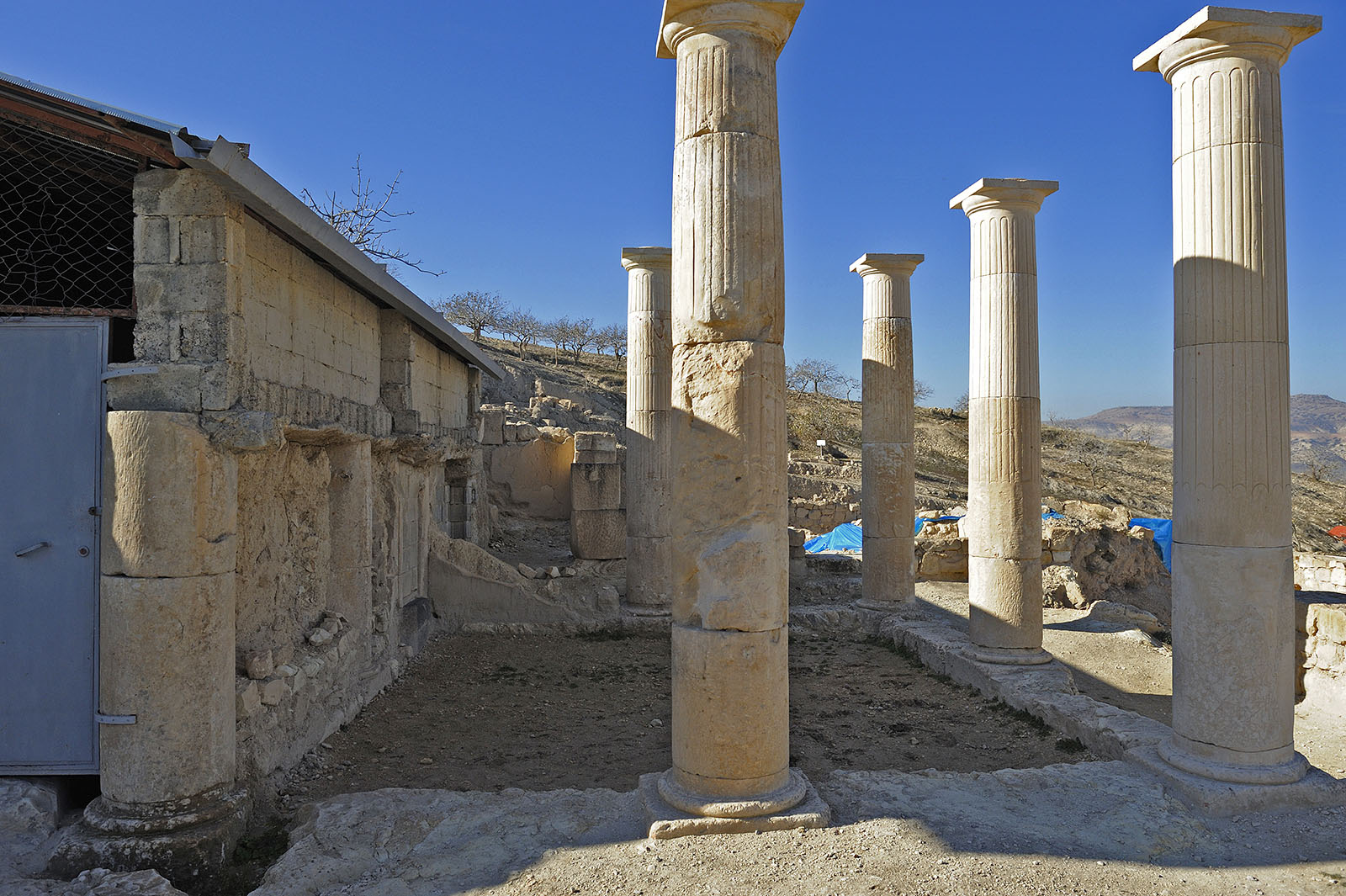
Раскопки Зевгмы
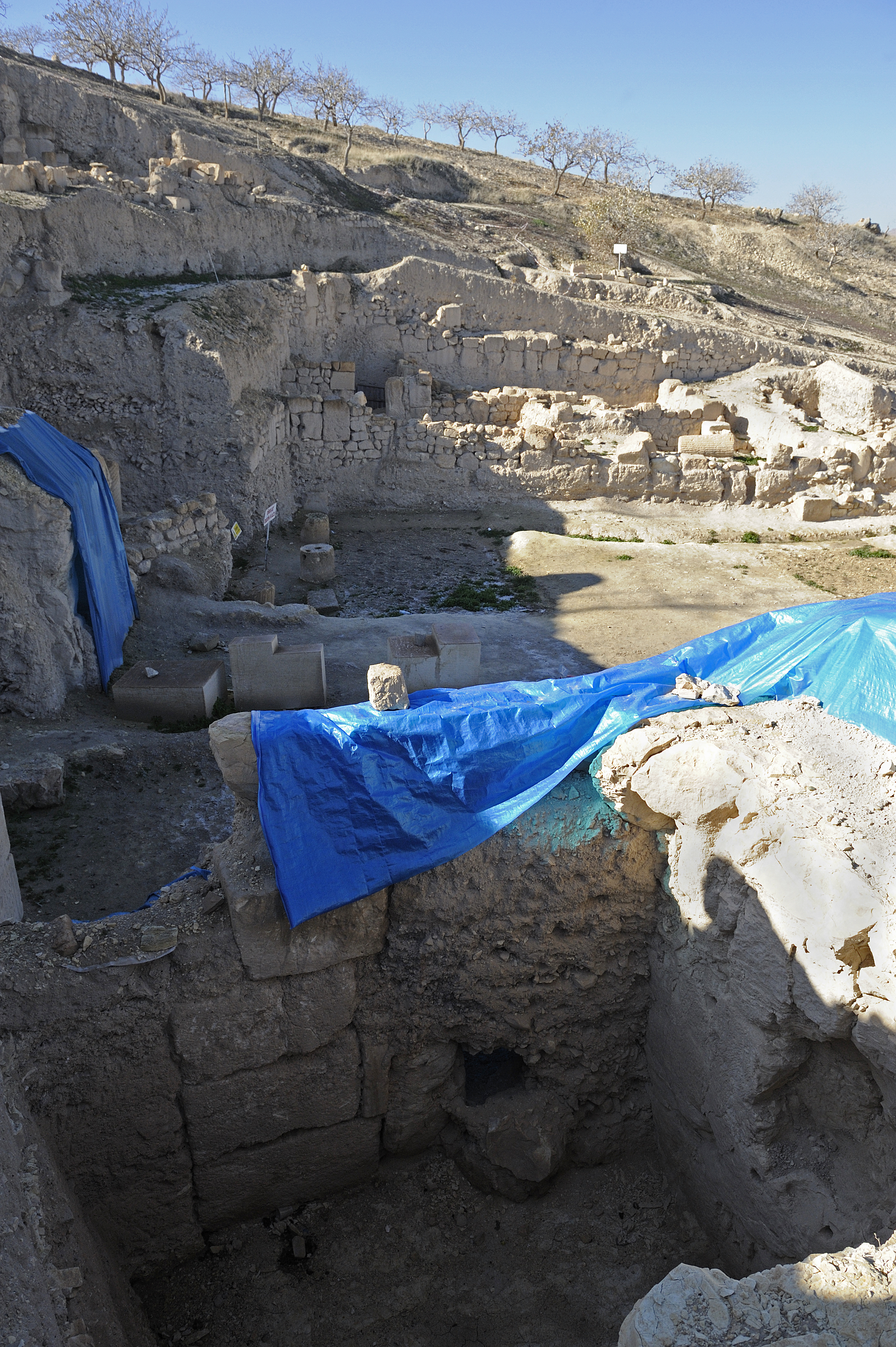
Раскопки Зевгмы
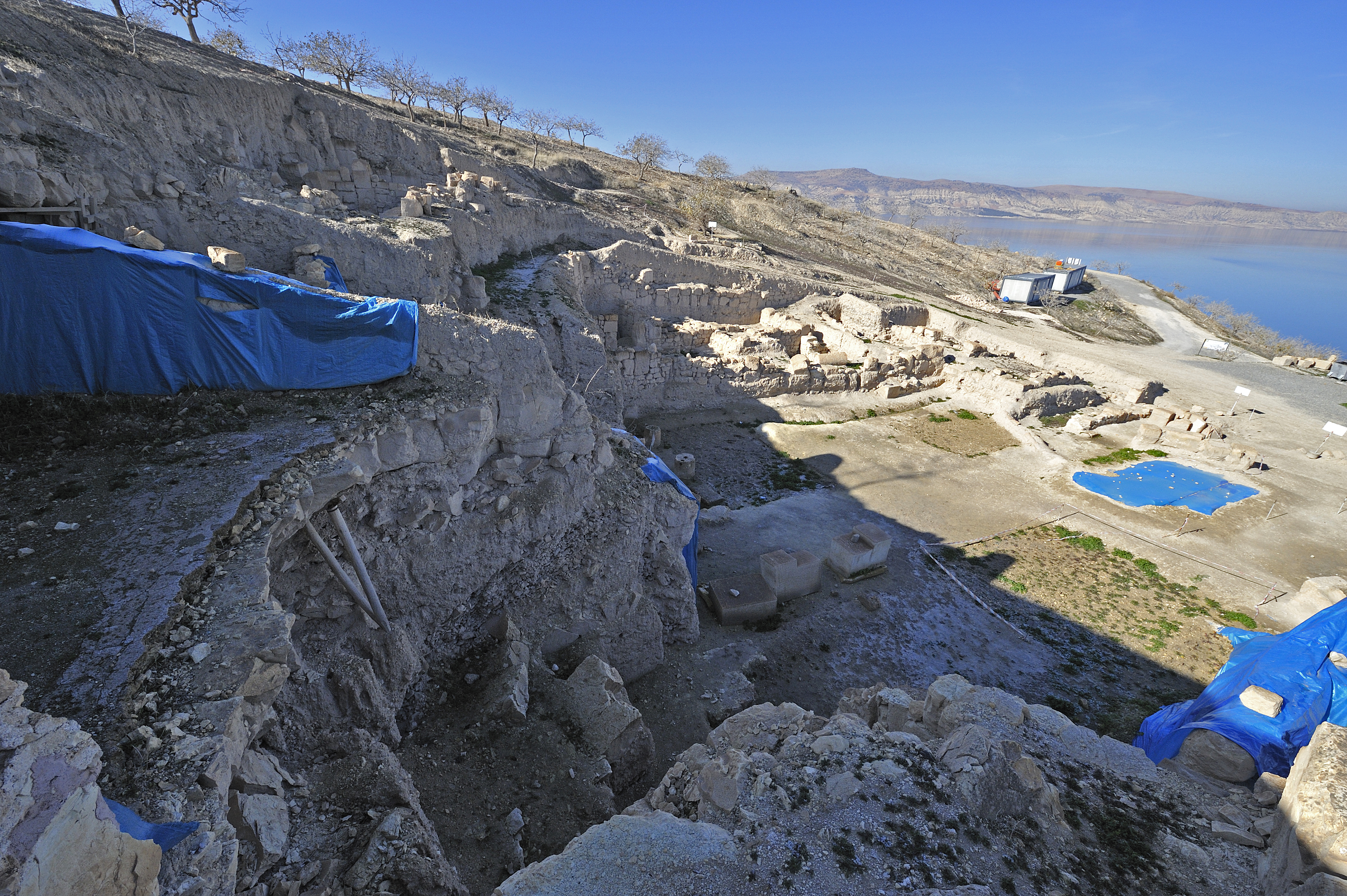
Раскопки Зевгмы
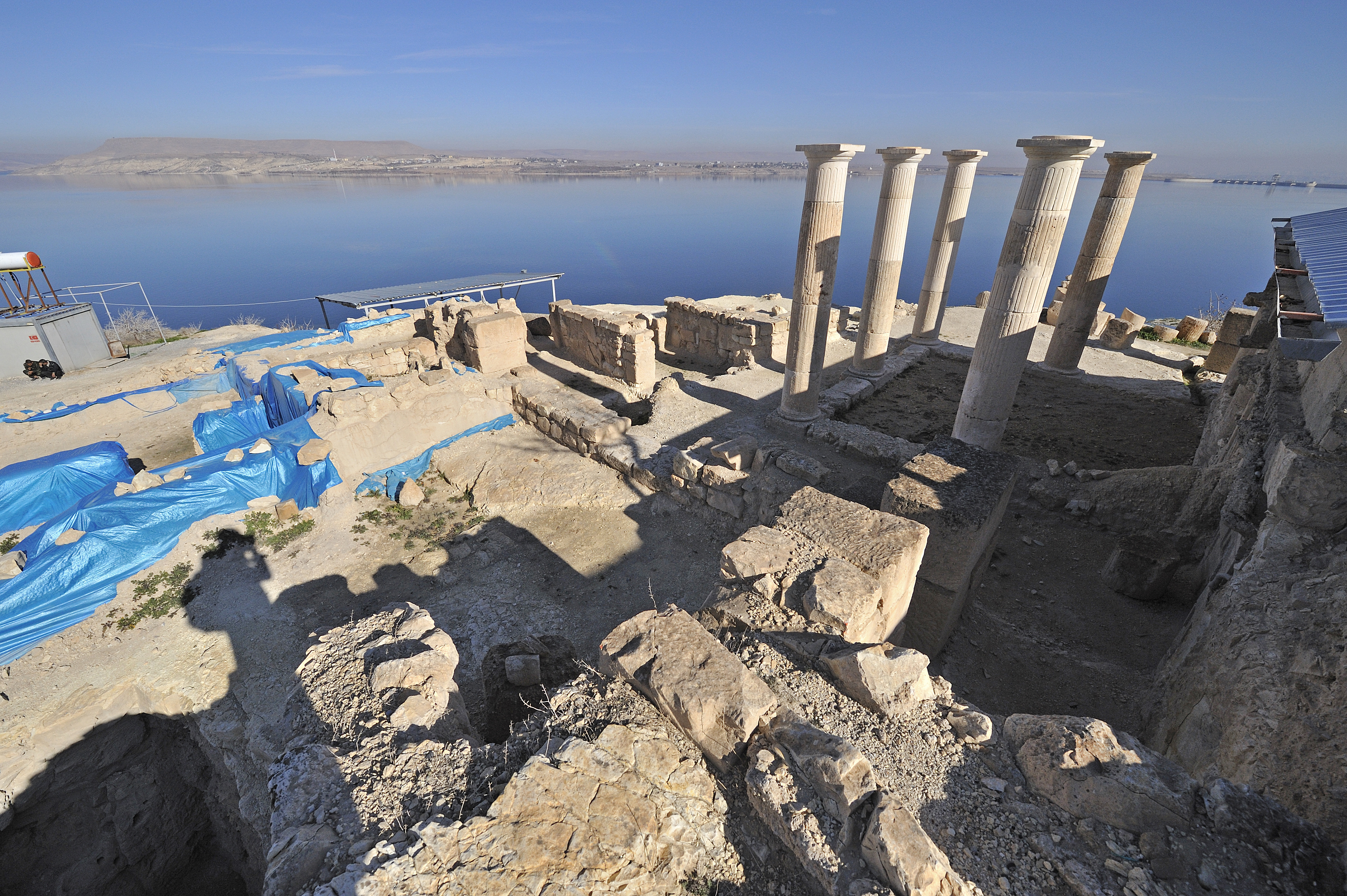
Раскопки Зевгмы
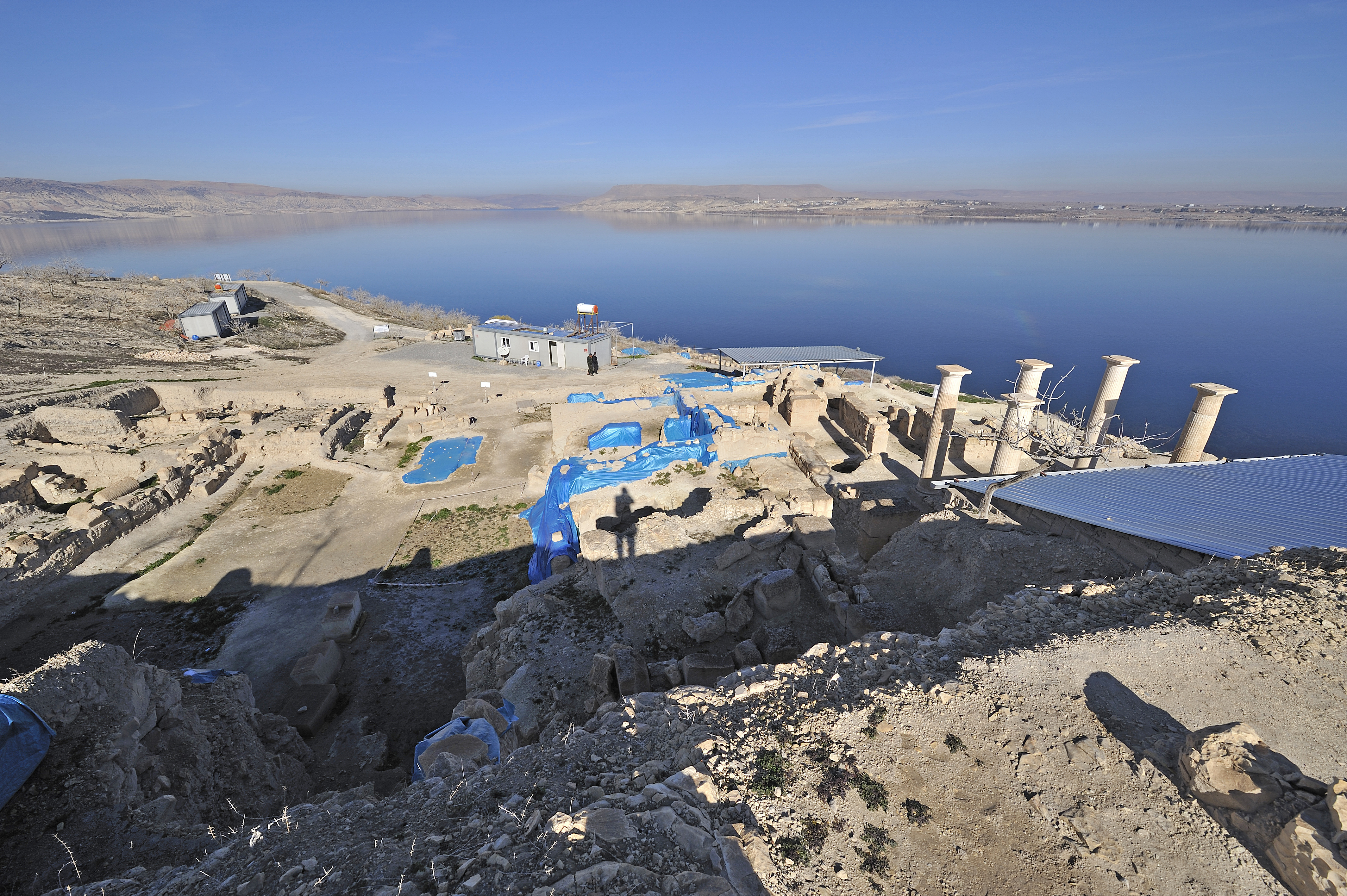
Раскопки Зевгмы
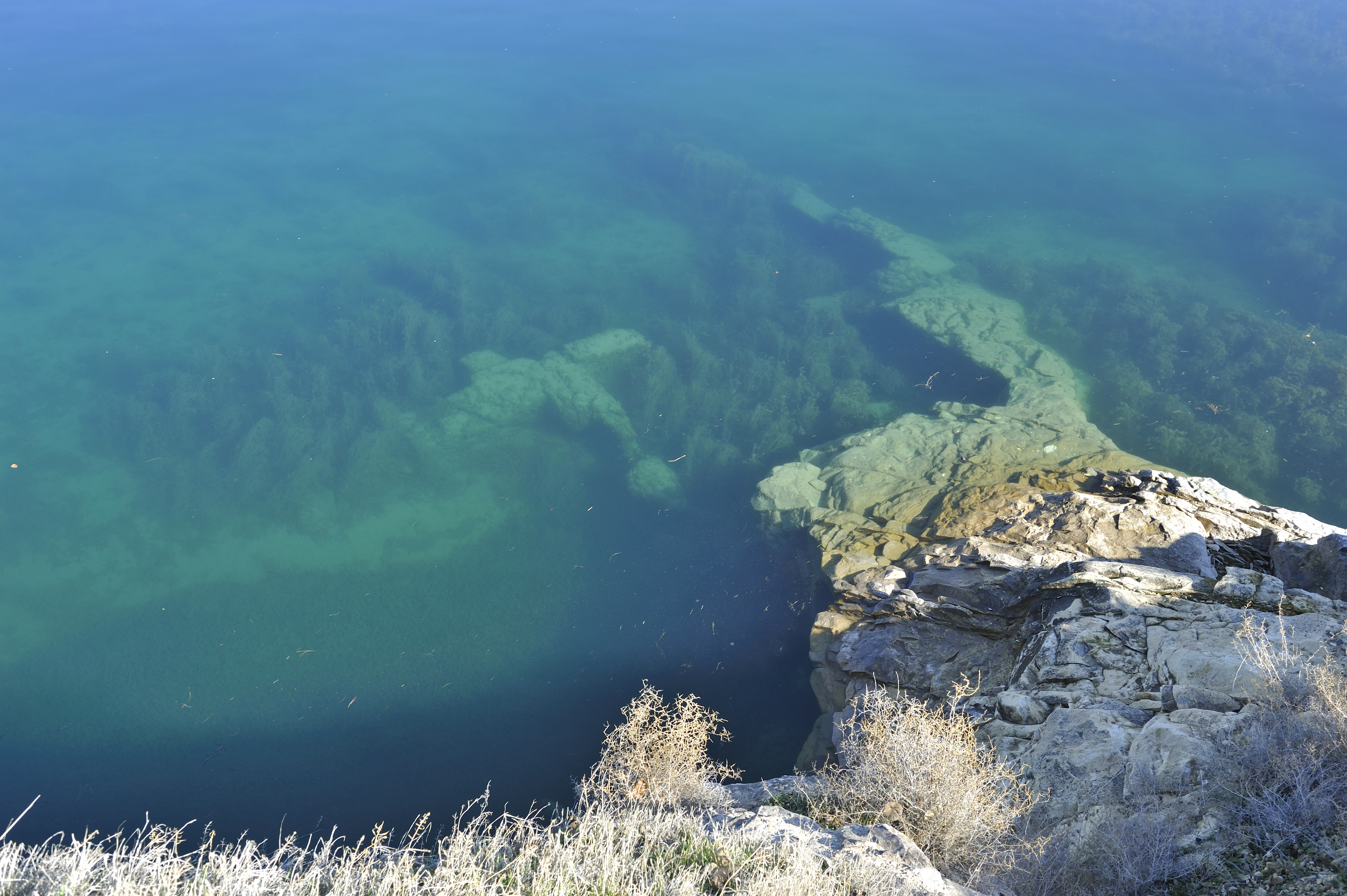
Раскопки Зевгмы